# Anton Goldbach von Sulittaborn
Anton Goldbach von Sulittaborn (n. 26 iunie 1866 – d. 28 august 1924) a fost unul dintre generalii Armatei Austro-Ungare din Primul Război Mondial.  
A intrat în armată la 30 septembrie 1883 într-o echipă de vânători tirolieni, iar la 1 noiembrie 1886 a devenit sublocotenent fiind numit la comanda primului batalion ceh de vânători de câmp, la Josefov. În perioada 1889-1890 a absolvit Școala de Război din Viena. La 1 mai 1890 a fost înaintat la gradul de locotenent și, din 1 iunie 1892, a fost repartizat la Statul Major General, Departamentului Cartografic Militar. În 1894 a fost trimis la sediul Diviziei 1 Infanterie la Saraievo.
La 1 noiembrie 1895, el a fost promovat la guvernator și a servit în departamentul militar la cel de-al șaselea sediu al corpului din Košice. Din 1 septembrie 1898 până la 31 august 1901, a fost profesor la Școala de Cadeți din Trieste. În 1901 a fost mutat la Regimentul 57 Infanterie în Tarnow, iar în anul următor a fost repartizat la sediul sediul central al Corpului 12 în Sibiu. Este avansat la gradul de maior în 1905, iar la 1 mai 1907 de locotenent-colonel. În 1909 a fost transferat la Regimentul 2 maghiar de infanterie din Sibiu, unde a preluat funcția de comandant al Batalionului 1. La 23 iunie 1910, a fost avansat la gradul de colonel și numit comandant al Regimentului 31 Infanterie.
În perioada mai 1911 până în aprilie 1914 a fost șef de stat major al Corpului de Armată XII dislocat la Sibiu. La 1 august 1914 a fost înaintat la gradul de general-maior și numit comandant al Brigăzii 32 Infanterie. Cu aceasta a luptat în cadrul Diviziei 16 Infanterie din Grupul de Armate Kövess, în Bătălia Galiției la Gnila Lipa. În septembrie 1914, a luat locul feldmareșalului Franz Paukert la comanda Diviziei 16 dar, după înfrângerea de la Wereszyca, a fost înlocuit de către generalul-maior Schariczer.
În perioada iulie-septembrie 1915 a fost la comanda unei divizii de jandarmerie. A fost îndepărtat din funcție și transferat la comanda Diviziei 70 Honvezi participând în 1916 la luptele din timpul ofensivei Brusilov. Din august 1916 a îndeplinit funcția de comandant al Diviziei 71 Infanterie, în campania acesteia din România, având gradul de general-locotenent.:p. 184 În august 1917 a fost înaintat la gradul de feldmareșal, iar în noiembrie 1917 a fost numit comandantul Diviziei 53 Infanterie pe frontul de pe râul Piave.  În iunie 1918 această divizie a intrat în rezerva Armatei 11, iar în octombrie 1918 a comandat trupele care apărau granița Transilvaniei.

## Legături externe
- Antonio Schmidt-Brentano: Die K.K bzw. K.u.K Generalität 1816–1918 Arhivat în 4 octombrie 2013, la Wayback Machine.. Österreichisches Staatsarchiv, Wien 2007, p. 56
- Goldbach von Sulittaborn:
- Goldbach von Sulittaborn: